# Lycée La Clairefontaine
Le lycée La Clairefontaine, également connu sous le nom de Collège La Clairefontaine ou École La Clairefontaine, est une école privée internationale française, assurant l'enseignement de la maternelle au lycée, avec six campus répartis dans l'agglomération d'Antananarivo et une annexe à Tôlanaro à Madagascar.

## Caractéristiques
La Clairefontaine offre toutes les classes de la maternelle au lycée à travers les six sites répartis dans la capitale malgache :
- le site principal (lycée) compte 16 classes, soit environ 500 élèves sur un terrain d'environ 5 500 m2.

Il comporte aussi des équipements sportifs incluant notamment une piscine de 25 m de long, un gymnase et deux terrains de basket-ball.
- le site du collège, rattaché au site principal, situé dans le quartier d'Ambodivoanjo au nord du centre-ville, sur un terrain de 1 200 m2 compte près de 500 élèves répartis dans 18 classes de la CM2 à la troisième.
- le site de Tsiazotafo, situé dans le centre-ville et remplaçant celui d'Antsahabe, avec 157 élèves de la sixième à la première et prévoit d'accueillir jusqu'à la terminale d'ici la rentrée 2024. On y retrouve également l'amphithéâtre du lycée.
- le site d'Ivandry, la plus proche du lycée, est rattaché à celui-ci et à celui du collège. On y compte 16 classes, de la toute petite section de maternelle à la CE2.
- le site de Talamaty, la plus éloignée du lycée et rattaché à celui d'Ivandry compte 9 classes de la toute petite section de maternelle au CM2.
- le site de Mandrosoa, rattaché au site de Tsiazotafo, compte 9 classes de la toute petite section de maternelle au CM2.

Les séries proposées en cycle terminal sont la série générale et la série technologique à travers la filière STMG.

L'école possède également une annexe à Tôlanaro qui assure les niveaux de collège et de lycée.

## Histoire
Madame Gabrielle Radavidra  créé l'école, qui a ouvert ses portes en 1982 avec un campus à Ivandry.
L'Agence pour l'enseignement français à l'étranger (AEFE) a reconnu l'école en 1994
L'annexe de Fort-Dauphin a été créée à la suite d'un accord avec QIT Madagascar Minerals SA ou QMM SA signé le 22 avril 2005.
L'annexe a ouvert en septembre 2005.
En 2018, elle comptait environ 263 élèves.
Le campus de Fort-Dauphin a commencé ses classes supérieures en 2010, et les collégiens ont été reconnus par l'AEFE cette année-là.

## Résultats
En 2024, la Clairefontaine maintient pour la huitième année consécutive un taux de réussite au baccalauréat de 100% avec cette fois un taux de mention s'élevant à 98,5% toutes voies confondues répartis comme suit :
- voie générale : 97,7%
- voie technologique : 100%

Cette même année, le lycée se classe 56e sur 100 au niveau mondial des établissements de l'AEFE quant aux résultats au baccalauréat, 9e en Afrique, et 1er au niveau national.